# Оскар Мас
Оскар Мас (ісп. Oscar Más, нар. 29 жовтня 1946, Вілья-Бальєстер) — аргентинський футболіст, що грав на позиції нападника.
Виступав, зокрема, за клуб «Рівер Плейт», з яким став дворазовим чемпіоном Аргентини та другим найкращим бомбардиром в історії команди, а також національну збірну Аргентини, з якою був учасником чемпіонату світу та Південної Америки.

## Клубна кар'єра
Народився 29 жовтня 1946 року в місті Вілья-Бальєстер. Вихованець юнацьких команд футбольних клубів «Ювеніль Портеньйо» та «Рівер Плейт». У дорослому футболі дебютував 1964 року виступами за команду «Рівер Плейт», в якій провів десять сезонів, взявши участь у 309 матчах чемпіонату, в яких забив 169 голів. У складі команди Мас двічі був найкращим бомбардиром чемпіонату — Метрополітано 1970 (16 голів) та Метрополітано 1973 (17 голів) і один раз — Кубка Лібертадорес 1970 року.
У 1973 році став гравцем іспанського «Реал Мадрид». У Ла Лізі дебютував 1 вересня 1973 року в матчі проти «Кастельйона» (0:0) і теж став регулярно забивати у новій команді, але наступного року повернувся у «Рівер Плейт», з яким двічі став чемпіоном Аргентини (обидва титули 1975 року). У свій другий прихід в «Рівер» він забив 29 голів у 73 іграх. Загалом же забивши 198 голів за цей клуб Мас став другим найкращим бомбардиром в історії команди, поступаючись лише Анхелю Лабруні із 293 голами в чемпіонаті.
1977 року футболіст знову покинув Аргентину і став виступати за колумбійський клуб «Америка де Калі», де провів два роки, після чого повернувся на батьківщину і став гравцем клубу «Кільмес», з яким зіграв у Кубку Лібертадорес 1979 року. В подальшому грав здебільшого за клуби другого аргентинського дивізіону. Завершив ігрову кар'єру у команді «Тальєрес» (Ремедіос), за яку виступав протягом 1987 року.

## Виступи за збірну
1965 року дебютував в офіційних матчах у складі національної збірної Аргентини і наступного року поїхав на чемпіонат світу 1966 року в Англії. На турнірі Мас провів на полі всі чотири гри своєї збірної: 3 гри групового етапу проти збірних Іспанії, ФРН і Швейцарії, а також зустріч 1/4 фіналу з Англією.
Згодом у складі збірної був учасником чемпіонату Південної Америки 1967 року в Уругваї, де разом з командою здобув «срібло». На турнірі він зіграв у чотирьох матчах — з Парагваєм (гол), Болівією, Чилі та Уругваєм.
Всього протягом кар'єри у національній команді, яка тривала 8 років, провів у її формі 37 матчів, забивши 10 голів.

## Титули і досягнення

### Командні
- Володар Кубка Іспанії (1):

«Реал Мадрид»: 1973–1974
- Чемпіон Аргентини (2):

«Рівер Плейт»: Метрополітано 1975, Насьйональ 1975

### Збірні
- Срібний призер Чемпіонату Південної Америки: 1967

### Особисті
- Найкращий бомбардир аргентинської Прімери: Метрополітано 1970 (16 голів), Метрополітано 1973 (17 голів)
- Найкращий бомбардир Кубка Лібертадорес: 1970 (9 голів)